# Mujer Invisible
La Mujer Invisible (Susan Storm), anteriormente conocida como la Chica Invisible, es una superheroína que aparece en los cómics estadounidenses publicados por Marvel Comics. El personaje es miembro fundador de los Cuatro Fantásticos y fue la primera superheroína creada por Marvel durante la edad de plata de las historietas.
Sue Richards recibió sus poderes después de haber estado expuesta a una tormenta cósmica. Su poder primario se ocupa de las ondas de luz, lo que le permite hacerse invisible a sí misma y a los demás. También puede proyectar poderosos campos de energía psiónica invisible que utiliza para una variedad de efectos ofensivos y defensivos. Richards desempeña un papel central en la vida de su hermano menor flameante, Johnny Storm, su brillante marido Reed Richards, su amigo íntimo Ben Grimm, y sus hijos (Franklin y Valeria).
Un objeto de adoración para Doctor Doom y, más notablemente, Namor el Submarinero, el poder pasivo de invisibilidad de Sue se tradujo en su despliegue frecuente como una damisela en apuros durante las primeras aventuras del equipo. Al desarrollar la capacidad de proyectar poderosos campos de energía, Sue Storm se convirtió en un miembro más poderoso de los Cuatro Fantásticos, y el segundo al mando del equipo con una creciente confianza asertiva. Mientras Sue operaba un tanto a la sombra de su hermano y su esposo en los primeros años, ahora es el alma de los Cuatro Fantásticos y uno de los héroes principales en el Universo Marvel.
La Mujer Invisible fue retratada por Rebecca Staab en la película de 1994 Los Cuatro Fantásticos, Jessica Alba en la película de 2005 Los 4 Fantásticos, y su secuela de 2007 Los 4 Fantásticos y Silver Surfer, y Kate Mara en la película de 2015 4 Fantásticos. Vanessa Kirby interpreta al personaje en Los Cuatro Fantásticos: primeros pasos (2025), parte del Universo cinematográfico de Marvel y volverá en las películas de Avengers: Doomsday (2026) y Avengers: Secret Wars (2027).

## Historial de publicaciones
Creado por el escritor Stan Lee y el artista / coguionista Jack Kirby, el personaje apareció por primera vez en The Fantastic Four # 1 (noviembre de 1961).
Como Stan Lee quería que Los Cuatro Fantásticos fuera impulsado por las interacciones familiares entre los compañeros y no por la acción, el impulso principal para la creación de Susan Storm era ser la protagonista (con Reed Richards alias Mister Fantástico siendo el protagonista masculino), pero él también se determinó que ella sea un miembro de pleno derecho del equipo. Finalmente enfatizó esto explícitamente a los lectores, con una historia en la que los Cuatro Fantásticos leyeron el correo de un fan que denigraba el valor de la Chica Invisible para el equipo, y respondieron enumerando algunas de las ocasiones en las que desempeñó un papel clave en sus victorias. Su compañero de equipo Johnny Storm, también conocido como la Antorcha Humana, siendo el hermano pequeño de Sue, se convirtió en una de las varias fuentes de tensión dentro del grupo, y ella también sirvió como el centro de un triángulo de amor con Reed y los Cuatro Fantásticos en algún momento aliado, en algún momento enemigo de Namor. Sue se presentó inicialmente como la única razón para que Ben Grimm, un tipo malo, permaneciera en el grupo, lo que se redujo significativamente en la serie publicada.
Lee no quería que Sue tiene súper fuerza, "para ser la Mujer Maravilla y ponche de personas", por lo que finalmente llegó a la invisibilidad, inspirado en obras como El hombre invisible de Universal Pictures. Su resumen original de dos páginas para el primer número de The Fantastic Four, reimpreso en las ediciones Marvel Masterworks y Marvel Epic Collection de los primeros diez números, manejó los poderes de Susan de manera similar al Hombre Invisible, lo que requirió que se quitara la ropa, pero advirtió que eso podría ser "demasiado sexy" para un cómic. También notó que no podía volverse visible de nuevo, y usaría una máscara recreando su rostro cuando quisiera que la vieran. Para cuando se escribió y dibujó el primer número, ambos elementos habían cambiado: Susan podía volverse invisible y visible a voluntad, y al hacerlo, afectaba la visibilidad de la ropa que llevaba puesta.
La Mujer Invisible ha aparecido principalmente en los números de Fantastic Four. En el número 22 (enero de 1964), los creadores ampliaron las habilidades de Sue, dándole los poderes para hacer invisibles a otros objetos y personas y crear campos de fuerza y explosiones psiónicas fuertes. Bajo la autoría de John Byrne, Sue se volvió más segura y asertiva en sus habilidades, que se volvió más versátil e impresionante. Encuentra que puede usar sus habilidades de campo de fuerza para manipular la materia a través del aire, inmovilizar enemigos o administrar ataques de largo alcance. Susan cambió su nombre de guerra a Mujer invisible.

## Historia del personaje
Susan y su hermano menor, Jonathan crecieron en la ciudad de Glenville, Long Island, son hijos de un médico llamado Franklin Storm y una mujer llamada Mary. Los padres dejaron a sus hijos solos una noche para viajar a una cena en honor al Dr. Storm. En el camino, un neumático explotó pero solo Mary resultó herida. Franklin escapó a la lesión e insistió en operar a su esposa. Él no pudo salvarla y ella murió. Después de la muerte de su esposa, el Dr. Franklin Storm se convirtió en un jugador y un borracho, perdiendo su práctica médica, lo que lo llevó a la muerte accidental de un prestamista. Franklin no se defendió en la corte, porque aún se sentía culpable por la muerte de Mary. Con su padre en prisión, Susan tenía que convertirse en una figura materna para su hermano menor.
Susan vivió con su tía, y a los 17 años, conoció y se enamoró del científico Reed Richards, quién asistió a la universidad. Cuando se graduó de la escuela secundaria como la galardonada capitana de su Equipo de natación Varsity para niñas, se mudó a California para asistir a la universidad, donde siguió una carrera como actriz y se encontró con Richards nuevamente. Comenzaron a involucrarse sentimentalmente entre ellos.
En ese momento, Reed Richards, trabajando en el campo de la ingeniería aeroespacial, estaba diseñando una nave espacial para viajes interestelares. Todo iba bien hasta que el gobierno detuvo el financiamiento de su proyecto. Richards, queriendo ver su proyecto, decidió hacer un vuelo de prueba no programado. Originalmente, solo iban a ser Reed y su mejor amigo, Ben Grimm, pero Susan fue fundamental para convencer a Reed de permitir que su hermano y ella se unieran a ellos en la peligrosa misión espacial. En el espacio, el cuarteto estuvo expuesto a cantidades masivas de radiación cósmica. Como resultado, tuvieron que abortar la misión y regresar a la Tierra. Después del aterrizaje forzoso, se dieron cuenta de que obtuvieron poderes sobrehumanos; la suya era la capacidad de volverse invisible a voluntad. Al darse cuenta del uso potencial de sus habilidades, los cuatro se convirtieron en los Cuatro Fantásticos, para el beneficio de la humanidad. Susan adoptó el nombre clave, Chica Invisible.

### Chica Invisible
Como los Cuatro Fantásticos, el equipo estableció su primera sede en el Edificio Baxter en Manhattan. Los Cuatro Fantásticos se encuentran con muchos villanos en la primera parte de su carrera, pero ninguno de ellos lucha por el afecto de Susan más que Namor el Submarinero. Sue siente una gran atracción por Namor, pero su corazón pertenece a Reed, una situación que ha sido llamada el primer triángulo amoroso de Marvel.
Inicialmente, sus poderes se limitan a hacerse invisible. Sin embargo, antes de que Sue descubra que puede hacer que otras cosas sean invisibles, así como crear campos de fuerza de energía invisible. Después de que Susan se lastima en la batalla con el Hombre Topo, su padre escapa de la prisión y opera con ella para salvarle la vida. Franklin hace las paces con sus hijos antes de regresar a prisión; sin embargo, el Super-Skrull encuentra una forma de secuestrar al Dr. Storm, imitar su apariencia, y luego luchar contra los Cuatro Fantásticos como el Hombre Invencible. En el proceso de derrotar al Super-Skrull, el Dr. Storm sacrifica su propia vida para proteger a los 4 Fantásticos de una trampa explosiva del Skrull.
La relación de Reed y Sue progresa, y los dos deciden casarse. La boda es el evento del siglo, con la asistencia de varios de los superhéroes más importantes de la ciudad de Nueva York. No mucho después de eso, Sue y los Cuatro Fantásticos se encuentran con Galactus y Silver Surfer. Sue queda embarazada de su primer hijo. Como resultado, ella toma tiempo libre como miembro activo del equipo. La novia de Johnny, la Elementalista Inhumana Crystal, se une al equipo y toma el lugar de la lista de Susan.
Las células sanguíneas irradiadas con rayos cósmicos de Susan le sirven de obstáculo para llevar al feto a término. Sabiendo esto, Reed, Johnny y Ben viajan a la Zona Negativa para adquirir la Vara de Control Cósmico de Annihilus. Utilizando de manera efectiva el dispositivo, el bebé es entregado de manera segura y se llama Franklin, en memoria del padre de Susan y Johnny. Debido a la estructura genéticamente alterada de sus padres, Franklin es un mutante, que posee vastos poderes. Buscando utilizar los talentos del niño para sus propios propósitos sádicos, Annihilus desencadena una liberación completa prematura de las capacidades latentes de Franklin, que ya estaban en el proceso de emergencia gradual. Temiendo que su hijo pudiera liberar suficiente energía psiónica para eliminar toda la vida en la Tierra, Reed apaga la mente de Franklin. Enojada con Reed por no buscar su opinión en el asunto, Susan deja a los 4 Fantásticos y tiene una separación marital de Reed. Medusa de los Inhumanos toma su lugar en el roster. Con la ayuda de Namor, Susan se reconcilia con Reed y vuelve a los 4 Fantásticos acompañada por Franklin.

### Mujer Invisible
Susan finalmente queda embarazada por segunda vez. Sin embargo, este segundo hijo nace muerto debido a que Susan estuvo expuesta a radiación dentro de la Zona Negativa. Psycho-Man manipula a Susan deprimida para que se convierta en Malicia. Como Malicia, Susan ataca a sus amigos y familiares en Los Cuatro Fantásticos, utilizando sus habilidades en niveles de poder que nunca había mostrado anteriormente. Reed salva a Susan obligándola a odiarlo legítimamente. Susan (con el panel) le hace algo a Psycho-Man, lo que le hace soltar un grito aterrador. Después de reunirse con sus compañeros de equipo, Susan dice que Psycho-Man nunca volverá a lastimar a nadie. Susan se ve profundamente afectada por el episodio completo, y cambia su nombre en clave de Chica invisible a Mujer Invisible. Junto con Reed, deja brevemente a los Cuatro Fantásticos y se une a los Vengadores. Los dos se reincorporan a los Cuatro Fantásticos antes de tiempo.
Durante la Guerra del Infinito, Susan se enfrenta a Malicia, quien ha resurgido en su subconsciente. Susan absorbe a Malicia en su propia conciencia. Posteriormente, la personalidad de Susan está influenciada por Malicia, lo que la hace ser más agresiva en la batalla, incluso creando campos de fuerza invisibles como cuchillas de afeitar que usa para cortar a los enemigos. Su hijo Franklin, que ha viajado hacia adelante y hacia atrás en el tiempo, se convierte en el héroe adulto Psi-Lord, libera a su madre y absorbe la influencia de Malicia dentro de sí mismo. Finalmente derrota a Malicia proyectándola a la mente del Dark Raider, una contraparte del universo alternativo insana de Reed Richards que luego muere en la Zona Negativa.
Después de la aparente muerte de Reed, Susan se convierte en una líder capaz. Susan sigue buscando a Reed, sintiendo que todavía está vivo, a pesar de los avances románticos de su antiguo amor, Namor el Submarinero. Los Cuatro Fantásticos finalmente rescatarán a Reed, desplazado en el tiempo, quien se encuentra perdiendo temporalmente la confianza en sus habilidades de liderazgo, ya que Susan también es un líder capaz.
Tras su regreso a su Tierra de origen, los Cuatro Fantásticos se encuentran con Valeria von Doom. Esta nueva Marvel Girl vino de un futuro alternativo, donde era hija de Susan y Doctor Doom. Susan finalmente acepta a la joven como amiga. Durante un conflicto con Abraxas, Franklin revela que utilizó sus habilidades para salvar al niño nacido muerto original de Susan y colocarlo en otro futuro alternativo. Después de la dura prueba que involucra a Abraxas, Marvel Girl vuelve a ser un bebé dentro del útero de Susan. Susan nuevamente tuvo un parto difícil. Gracias a la ayuda de Doctor Doom, Susan da a luz a una niña sana, que Doom nombra a Valeria, su precio por ayudar a Sue. Doom le pone un hechizo al bebé, lo que la hace suya espíritu familiar, para ser usado contra los Cuatro Fantásticos. Los Cuatro Fantásticos luchan contra Valeria libre del control de Doom y lo derrotan.

### Sue, la Antorcha Humana
Zius, líder de un grupo de refugiados de Galactus, secuestra a Susan. Su intención era usar sus poderes para esconder planetas de Galactus. Reed encuentra una forma de engañar a Zius, al cambiar los poderes de Susan y Johnny. Susan ayuda en una aventura donde Johnny se convierte en un heraldo de Galactus. Blandiendo una versión cósmica de sus poderes, Johnny puede ver a través de las personas hasta los mismos núcleos de su personalidad.
Tanto Sue como Johnny obtienen un nuevo respeto por el otro y la forma en que manejan sus poderes. Pronto, Reed intenta cambiar los poderes. Los poderes completos de FF se otorgan a cuatro civiles al azar antes de ser restaurados a sus legítimos poseedores.
Esto es paralelo a una tortura anterior por Doom, donde a Sue se le dio una versión extremadamente dolorosa de la habilidad piroquinética de Johnny.

### Movimiento Anti-Registro
El hermano de Sue, Johnny, disfrutando de una noche en la ciudad con una cita, es golpeado frente a un club nocturno por los locales enojados porque su estatus de superhéroe / celebridad le permite ingresar fácilmente al club mientras se ven obligados a hacer fila, junto con pensar ya no es digno de su estatus después del incidente de Stamford.
Aunque Sue fue inicialmente parte de la fuerza de Pro-Registro que apoya la Ley de Registro de Superhumanos, ella falla después de que el clon de Thor, creado por su esposo Mr. Fantástico y Tony Stark, mata al famoso superhéroe Bill Foster. En medio de la batalla, Sue llega y crea un escudo de fuerza invisible alrededor de los Vengadores secretos del Capitán América, protegiéndolos de los rayos de Thor y permitiéndoles escapar mientras ella lo detiene, desarrollando una hemorragia nasal en el proceso.
Más tarde esa noche, Sue deja el Edificio Baxter y se encuentra con Johnny. Le ha dejado una nota a Reed durmiendo, informándole que los niños están completamente a su cuidado, ya que ella tiene la intención de pasar a la clandestinidad y unirse a las fuerzas de resistencia del Capitán América. Su último mandamiento a su esposo es una petición sincera: " Por favor, arregla esto ".
Los hermanos Storm escapan por poco de un equipo de agentes de S.H.I.E.L.D. empeñados en capturarlos en la Guerra Civil # 5. Los dos eluden más la detección operando bajo falsas identidades de marido y mujer proporcionadas por Nick Fury, convirtiéndose en miembros de los Vengadores Secretor del Capitán América.
Antes de asaltar la prisión de la Zona Negativa, Sue visita a Namor para pedir ayuda. Él se niega e indica que ella todavía se siente atraída por él, una acusación que ella no niega.
Durante la batalla final representada en la Guerra Civil # 7, cuando Susan está a punto de recibir un disparo del Jefe de Tarea, Reed Richards salta delante de ella y se lleva la peor parte del ataque, sufriendo una lesión importante. Indignada, Susan golpea al capataz en el suelo, dejando una gran hendidura circular en la Tierra. Después del final de la guerra, Susan ayuda con la limpieza de la ciudad de Nueva York. Ella, junto con los otros Vengadores Secretos, recibió amnistía y regresa a su casa en Reed. Tratando de reparar el daño causado a su matrimonio como resultado de la guerra, Sue y Reed se toman un descanso de los Cuatro Fantásticos, pero piden a Storm y la Pantera Negra que ocupen su lugar mientras tanto.

### La Guerra Mundial de Hulk
En el segundo número de World War Hulk, los 4 Fantásticos se enfrentan a Hulk. Reed ha diseñado una máquina que recrea el aura de Sentry. Hulk, solo momentáneamente calmado, descubre la artimaña. Sue despliega sus campos de fuerza para defender a Reed contra Hulk, que rompe sus campos de protección con tal fuerza que se derrumba, dejando a Reed vulnerable. Reed sufre una brutal paliza a manos de Hulk; Sue llama por teléfono al Centinela para pedir ayuda.
Hulk transforma el Madison Square Garden en una arena de gladiadores. Sue y los otros héroes derrotados están cautivos en un nivel inferior. Los héroes están equipados con los mismos discos de obediencia que se utilizaron para suprimir los poderes de Hulk y obligarlo a luchar contra sus compañeros en Sakaar.

### Muerte
Algún tiempo después de la Segunda Guerra Mundial Hulk, pero antes de la Invasión Secreta, la familia Richards ha contratado a una nueva niñera para sus hijos, Tabitha Deneuve. Al mismo tiempo, un nuevo grupo misterioso, que se hace llamar Nuevos Defensores, comete robos, y uno de sus miembros, Psionics, comienza una relación con Johnny. Después de una mala separación, Johnny es secuestrado por los Defensores, junto con el Doctor Doom y Galactus, para alimentar una enorme máquina que está diseñada para salvar a las personas del futuro en 500 años a partir de ahora, un plan orquestado por Tabitha, que es revelado para ser Susan Richards de 500 años en el futuro. Finalmente, los Cuatro Fantásticos actuales pueden salvar tanto a la Tierra presente como a la Tierra futura enviando a los futuros habitantes al Nu-Tierra duplicado privado de la Confianza de la Tierra, pero después de liberar al Doctor Doom, la futura Sue va a disculparse y se electrocuta por Doom.

### Invasión Secreta: 4 Fantásticos
Mientras Susan está en una gira de conferencias en Vancouver, Columbia Británica, un Skrull que se hace pasar por el Señor Fantástico la embosca, aplicando presión sobre su cráneo con un campo de fuerza invisible y dejándola inconsciente. Luego, un Skrull se infiltra en el Edificio Baxter disfrazado de Susan y abre un portal en la Zona Negativa, forzando los tres pisos superiores del edificio a la Zona Negativa, y atrapándose a sí misma, Johnny, Ben y los dos niños Richards allí. El Skrull que se hace pasar por ella se revela más tarde como la exesposa de Johnny, Lyja, que una vez se infiltró en los Cuatro Fantásticos al hacerse pasar por Alicia Masters, el amor interés de Ben Grimm. La verdadera Susan Richards es recuperada viva de una nave Skrull derribada después de la batalla final de la invasión.

### Fundación Futura
Reed comenzó la Fundación Futura para el beneficio del mundo y para la ciencia. Cuando la Antorcha Humana murió, los Cuatro Fantásticos se disolvieron y las hazañas heroicas de Sue se movieron completamente bajo la bandera de la Fundación Futura.
Más tarde se reveló que Johnny fue revivido y todavía está vivo.

### Guerras Secretas
Sue y el resto de los Cuatro Fantásticos crean una balsa salvavidas que los salvará de la próxima muerte del universo. Sin embargo, justo antes de la incursión final entre su universo y el Universo Supremo, la parte de Sue del barco se separa. Reed y Pantera Negra planean recuperar su barco, con Sue sosteniendo su parte junto con su campo de fuerza. Sin embargo, la muerte del universo es demasiado, incluso para ella, y ella, Ben y sus hijos mueren a manos del olvido, con Reed gritando de dolor por la muerte de su esposa y sus hijos. El Capitán Marvel le dice que necesitan irse, y dejan atrás la parte destruida del barco de Sue.
Cuando Hombre Molécula transfirió su poder a Reed, quién lo usó para resucitar a su familia, incluida Sue, y comenzaron a reconstruir todo el Multiverso.
La Mujer Invisible y fue más tarde con Mister Fantástico y la Fundación Futura cuando se enfrentaron al Griever al final de todas las cosas.

## Poderes y habilidades
- Susan se puede volver invisible cuando manipula y doblega la luz sobre ella. También puede hacer invisibles a otras personas u objetos.
- Susan también puede generar mentalmente campos de fuerza sólidos, que ella manipula para una variedad de efectos:
  - Puede expulsar su campo de fuerza y golpear cualquier objeto.
  - También puede usar su campo, para contener objetos o personas, así como levitarlos.
  - Puede usarlo para formar objetos o materiales de construcción como barreras, columnas, conos, cilindros, dardos, discos, bóvedas, plataformas, rampas, diapositivas y esferas, al igual que armas como espadas, hachas o masas picudas.
  - Puede generar una placa o una esfera de su campo de fuerza y utilizarla para poder volar.
  - Sue es capaz de crear un campo de fuerza dentro de un objeto o persona, para luego expandirlo, para dañarlos o hacer que exploten, siendo uno de su ataques más mortales.
  - Puede transformar su campos de fuerza en ráfagas de fuerza para luego expulsarlos y provocar daños a lo que se apunta.

Susan posee una gran inteligencia, lo que la hace una científica experta.

## Otras versiones

### 1602
En la miniserie Marvel 1602, Susan Storm es miembro de The Four from the Fantastick, en referencia al barco en el que ella y otras tres personas obtuvieron sus poderes en el Mar de los Sargazos. A diferencia del Universo Marvel, no tiene peso y no puede hacerse visible. Ella está relacionada con el elemento alquímico del aire según lo declarado por Neil Gaiman.
Al comienzo de Marvel 1602: Fantastick Four, Susan está visiblemente embarazada del hijo de Sir Richard Reed. Él le prohíbe a ella unirse a él en su búsqueda de Otto von Doom mientras está en esta condición, pero ella va de todos modos. Para sorpresa de la señorita Doris Evans, Sir Richard y Susan no están casados.

### Adam Warlock
En Tierra Contraria, las contrapartes de los Cuatro Fantásticos secuestran una nave espacial experimental para ser los primeros humanos en el espacio. Hombre Bestia niega los efectos de la radiación cósmica para todos ellos, excepto Reed Richards, quien sucumbe a los efectos una década más tarde. Cuando su nave se estrella, Sue Storm cae en coma y no despierta.

### Era de Apocalipsis
En la realidad alternativa conocida como la Era de Apocalipsis, Susan nunca se convirtió en la Mujer Invisible, sino que ayudó a su novio Reed Richards en su intento de evacuar a un gran grupo de humanos de Manhattan cuando Apocalipsis llegó al poder. Junto con Ben Grimm como piloto y su hermano Johnny como tripulación, usaron uno de los prototipos de cohetes de Reed para volar desde la isla. Sin embargo, un mutante saboteó el lanzamiento y tanto Reed como Johnny se sacrificaron para dejar que los otros despegaran de manera segura.
Susie y Ben se unen al Alto Consejo Humano como músculo contratado. Son enviados al Centro de Comando de Seguridad del Campo de Eurasia para recuperar a Bruce Banner, el científico que trabajó en el proyecto de ojivas nucleares que hizo el ataque nuclear preventivo del Consejo posible. Encontraron las instalaciones bombardeadas por una Cosa. Los dos son capaces de vencer al monstruo y recuperan a Banner para que puedan abordar la nave nodriza de Mijaíl Rasputin como uno de los pocos representantes selectos a los que se les permite abordar el barco del Jinete como parte de un falso convoy de paz. Los humanos son engañados y mantenidos cautivos en la nave hasta que Tony Stark, otro cautivo en la nave de Mijaíl, cortocircuita la nave con su corazón mecanizado. Después de que son liberados, Ben y Susan ayudan con la evacuación de los humanos, piloteando las naves después de Banner para unificar todas las arcas de transferencia en una sola flota utilizada para huir de la Tierra.

## En otros medios

### Serie TV
- La Mujer Invisible aparece en la serie de televisión Fantastic Four de 1967 con la voz de Jo Ann Pflug.
- La Mujer Invisible está en la serie de televisión Fantastic Four de 1978 con la voz de Ginny Tyler.
- La Mujer Invisible apareció en la serie animada Fantastic Four de 1994, con la voz de Lori Alan. Donde ella y Reed Richards ya están casados antes de obtener sus poderes.
- Apareció en la serie de Spider-Man, la Serie Animada,en la historia de "Secret Wars", expresada por Gail Matthius. Ella y los Cuatro Fantásticos están entre los héroes que Spider-Man convoca a un planeta para ayudarlo contra los villanos que Beyonder trajo allí.
- Aparece en Fantastic Four: World's Greatest Heroes, con la voz de Lara Gilchrist. Es la primera caricatura de Los Cuatro Fantásticos que no se casó con Reed y Susan al principio de la serie.
- Aparece en la serie de The Super Hero Squad Show, con la voz de Tara Strong.[40]
- También apareció en Los Vengadores: Los héroes Más Poderosos del Planeta de la segunda temporada, con la voz de Erin Torpey. Ella aparece en un breve cameo en el episodio "El Hombre que robo el Mañana". Más tarde aparece en el episodio "La Guerra Privada del Doctor Doom", donde es amiga de Avispa y ambos fueron capturadas por Doombots del Doctor Doom y llevadas a Latveria donde fueron colocados en una máquina. Los Vengadores y los otros miembros de los Cuatro Fantásticos pudieron salvarlas a las dos. Los escaneos de la máquina del Doctor Doom revelaron que la Mujer Invisible es un Skrull disfrazado. En el episodio "Prisionero de Guerra", el Capitán América encuentra a la verdadera Mujer Invisible en la nave Skrull. A diferencia de los otros prisioneros, ella se mantiene inconsciente en todo momento porque es más poderosa que el resto de ellos combinados. Después de ser liberada, ayuda a los demás a escapar de la nave. En el episodio "Invasión Secreta", Mujer Invisible salva el Edificio Baxter de su contraparte de Skrull.
- También apareció en Hulk and the Agents of S.M.A.S.H., primera temporada en el episodio, "Monstruos nunca más",[41] con Kari Wahlgren retomando su papel de Lego Marvel Super Heroes.

### Cine
- Sue Storm es interpretada por Rebecca Staab en la adaptación cinematográfica de 1994 Los Cuatro Fantásticos. Esta película retrata a Sue mucho como ella estaba en los cómics originales; tímida, reservada y enamorada de Reed. La película concluye con el matrimonio de Reed y Sue.
- Sue Storm es retratada por Jessica Alba en la película de 2005 Los 4 Fantásticos. Sue, una brillante científica, dirige el Departamento de Genética de Victor Von Doom Investigación. Ella está saliendo con Von Doom al comienzo de la película. Inmediatamente antes de la llegada de la tormenta cósmica que le otorga la capacidad de manipular la luz (lo que le permite desaparecer y generar campos de fuerza semi-visibles), Victor le propone: ella lo rechaza. A diferencia de otros medios, Sue no pudo volver invisible su ropa normal, lo que resultó en un momento embarazoso cuando Sue trató de desvestirse para colarse entre la multitud, solo para reaparecer mientras todavía estaba en ropa interior. Aunque sus poderes están influenciados por sus emociones, ella logra controlar sus habilidades durante la batalla climática del equipo con Von Doom. Sue acepta la propuesta de matrimonio de Richards al final de la película.
- En Los 4 Fantásticos y Silver Surfer, la boda de Sue Storm con Mister Fantástico se ve interrumpida por la llegada del Silver Surfer. Cuando sus poderes se cambian temporalmente con los de Johnny, toda la ropa que Sue tenía puesta se quema y al cambiar sus respectivos poderes, termina completamente desnuda en la acera frente a su edificio, fotografiada por la multitud, murmurando "¿Por qué siempre me pasa esto? ". Sue le recuerda al Silver Surfer de la mujer que amaba en su mundo natal. Esta asociación, y la amistad con Sue que sigue, lleva al Surfer a volverse contra su maestro, Galactus. Mientras intenta proteger al Silver Surfer con un campo de fuerza, Sue es apuñalada a través del cofre por una lanza creada por un Doctor Doom de poder cósmico, y muere en los brazos de Reed. Sin embargo, Silver Surfer usa sus poderes cósmicos para sanar a Sue, empañándose a sí mismo en el proceso. Antes de partir para enfrentarse a Galactus, Silver Surfer le dice a Reed que atesore cada momento con Sue. Reed y un kimono --clad Sue están casados en una ceremonia en Japón al final de la película, momentos antes de volar con Ben y Johnny para salvar a Venecia del hundimiento.
- Kate Mara interpretó a Sue en el reinicio de la película Fant4stic 2015, dirigida por Josh Trank.[42][43][44] En la película, Susan es albanesa de Kosovo, la hija adoptiva de Franklin Storm y hermana adoptiva de Johnny Storm.[45][46] Después de obtener sus poderes del planeta cero, Susan desarrolla la invisibilidad y las habilidades de campo de fuerza. Los científicos que trabajan junto a Franklin Storm pudieron crear un traje especial para ayudar a Susan a dominar sus habilidades. Cuando Víctor von Doom regresa del Planeta Cero y se vuelve loco intentando regresar al Planeta Cero, Susan queda devastada cuando Víctor asesina a su padre adoptivo. Más tarde, ayuda a Reed, Ben y Johnny a derrotar a Victor.
- La Mujer Invisible aparece en la película del Universo cinematográfico de Marvel (UCM) Los Cuatro Fantásticos: primeros pasos (2025) y repetirá el papel en Avengers: Doomsday (2026) y Avengers: Secret Wars (2027), interpretada por Vanessa Kirby.[47][48]

### Videojuegos
- Mujer Invisible ha aparecido en numerosos videojuegos, generalmente acompañada por su hermano y compañeros de equipo, como el videojuego de 1997 para la PlayStation original.
- Mujer Invisible aparece en el videojuego Fantastic Four de Jessica Alba. Su forma "clásica" es expresada por Grey DeLisle para los niveles de bonificación que se pueden desbloquear en el primer juego.
- Mujer Invisible aparece en el videojuego Fantastic Four: Rise of the Silver Surfer interpretada por Erin Matthews.
- Mujer Invisible tiene una aparición especial en el juego Spider-Man basado en su serie animada de los años 90 para Genesis y Super NES. Al llegar a ciertos niveles del juego, se le puede llamar un número limitado de veces para recibir ayuda. Aquí hace que Spider-Man sea temporalmente invisible.
- Mujer Invisible aparece como un personaje jugable en Marvel: Ultimate Alliance, con la voz de Danica McKellar. Puede servir una variedad de papeles en el juego ya sea como un refuerzo o amortiguador, atacante cuerpo a cuerpo invisible, o un luchador de medio a largo alcance. Su clásico, New Marvel, trajes originales y Ultimate están disponibles. Ella tiene un diálogo especial con Jean Grey, Black Bolt, Namor, Visión y Uatu. Un disco de simulación tiene a Mujer Invisible luchando contra el Hombre Radiactivo en el Helicarrier de S.H.I.E.L.D.[49]
- Mujer Invisible es un personaje jugable en Marvel: Ultimate Alliance 2 con Danica McKellar repitiendo su papel. Su diseño clásico es su disfraz predeterminado y su diseño definitivo es su disfraz alternativo.
- Aparece como un personaje jugable en el videojuego Marvel Super Hero Squad y su secuela Marvel Super Hero Squad: The Infinity Gauntlet con Tara Strong repitiendo el papel.
- También es un personaje jugable de Marvel Super Hero Squad Online, con la voz de Grey DeLisle.
- Mujer Invisible está disponible como contenido descargable para el juego LittleBigPlanet, como parte de "Marvel Costume Kit 3".[50][51]
- Mujer Invisible es un personaje jugable de Marvel Super Hero Squad: Comic Combat, con la voz de Tara Strong.
- Mujer Invisible apareció en el juego virtual de pinball Fantastic Four para Pinball FX 2 lanzado por Zen Studios.[52]
- Mujer Invisible es un personaje jugable en el juego de Facebook Marvel: Avengers Alliance.
- Aparece como un personaje jugable en Marvel Heroes.[53] Sin embargo, debido a razones legales, fue retirada del juego el 1 de julio de 2017.[54]
- Aparece como un personaje jugable en Lego Marvel Super Heroes,[55] con la voz de Kari Wahlgren.
- Mujer Invisible es un personaje jugable en el juego móvil Marvel Future Fight.[56]
- Mujer Invisible es un personaje jugable en el juego móvil Marvel Puzzle Quest.[56]
- Mujer Invisible es un personaje jugable en el juego para móviles Marvel Contest of Champions.